# Guanzhuang, Fujian
Guanzhuang är en socken i sydöstra Kina. Den ligger i Shanghang härad i staden Longyan i provinsen Fujian, omkring 310 kilometer väster om provinshuvudstaden Fuzhou. Antalet invånare är 16 467. Befolkningen består av 8 525 kvinnor och 7 942 män. Barn under 15 år utgör 21,0 %, vuxna 15-64 år 62 %, och äldre över 65 år 16,0 %. Guanzhuang är en etnisk minoritetssocken för shefolket.